# Crăsanii de Jos
Crăsanii de Jos – wieś w Rumunii, w okręgu Jałomica, w gminie Balaciu. W 2011 roku liczyła 319 mieszkańców.